# سکی تاکاکازو
سکی تاکاکازو (به ژاپنی: 関 孝和)، زادهٔ سال ۱۶۴۲ و درگذشت ۵ دسامبر ۱۷۰۸ که با نام سکی کوا نیز شناخته می‌شد، یک ریاضی‌دان اهل ژاپن و مؤلف دوره ادو بود.
سکی به نیوتن ژاپن مشهور است او تلاش زیادی در گسترش ریاضیات ژاپن، مشهور به واسان کرد.
او یک سامانهٔ جبری نو تعریف کرد که در محاسبات ستاره‌شناسی کاربرد داشت همچنین بر حساب دیفرانسیل و انتگرال و معادله سیاله نیز کار کرد. کارهای سکی کاملاً مستقل بود و از کسی الهام نگرفته بود مقام از دید علمی با فیلسوف و ریاضی‌دان آلمانی، گوتفرید لایبنیتس و آیزاک نیوتن بریتانیایی برابری می‌کند.

## توضیح
هنوز روشن نیست که چقدر از دست‌آوردهای وازان مربوط به خود سِکی است چون بسیاری از آن‌ها تنها در نوشته‌های شاگردانش دیده شده و برخی دیگر همانند چیزی است که در اروپا کشف شده. برای نمونه اعتبار تعریف عدد برنولی و دترمینان (برای نخستین بار در ۱۶۸۳، نسخهٔ کامل شده در ۱۷۱۰) را به سکی نسبت می‌دهند.

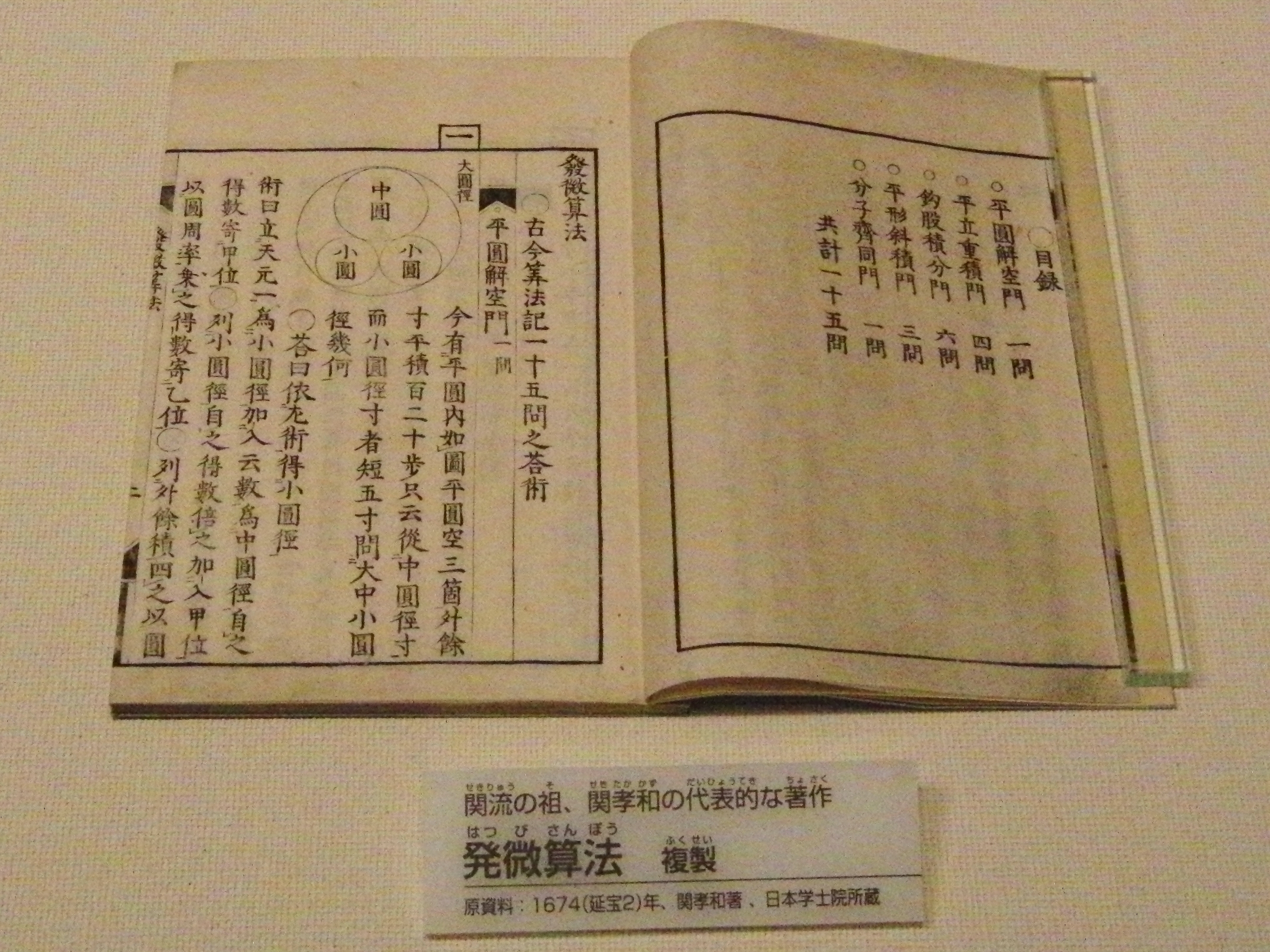
هاتسوبی-سانپو، یکی از کارهای منتشر شده از سکی، موزه ملی طبیعت و علم، توکیو

در ۱۶۴۷ کاری از سکی منتشر شد به نام هاتسوبی-سانپو (発微算法) که راه حل ۱۵ مسئله را می‌دهد؛ روش او بوشو-هو نام دارد او در این نوشتار روش استفاده از کانجی در به دست آوردن متغیرها در معادله را توضیح می‌دهد. او در معادله‌هایش از علامت مساوی یا کمانک یا تقسیم استفاده نکرده در نتیجه عبارتی مانند {\displaystyle ax+b0} می‌تواند {\displaystyle ax+b=0} نیز باشد.